# Axona chalcopyga
Axona chalcopyga är en tvåvingeart som först beskrevs av Christian Rudolph Wilhelm Wiedemann 1830.  Axona chalcopyga ingår i släktet Axona och familjen blomflugor. Inga underarter finns listade i Catalogue of Life.